# Olimpiai és világbajnok triatlonisták listája
Az alábbi táblázat a triatlon olimpiai és világbajnokait ismerteti. A világbajnokságot 2009 óta új, sorozatrendszerben szervezik, a helyszíneknél a döntő városa szerepel.

| Év, rendező város                   | Férfiak           | Férfiak        | Férfiak | Nők               | Nők            | Nők     |
| 1989 Avignon                        | Mark Allen        | USA            | 1:58:46 | Erin Baker        | Új-Zéland      | 2:10:01 |
| 1990 Orlando                        | Greg Welch        | Ausztrália     | 1:51:37 | Karen Smyers      | USA            | 2:03:33 |
| 1991 Gold Coast                     | Miles Stewart     | Ausztrália     | 1:48:20 | Joanne Ritchie    | Kanada         | 2:02:04 |
| 1992 Huntsville                     | Simon Lessing     | Nagy-Britannia | 1:49:04 | Michellie Jones   | Ausztrália     | 2:02:08 |
| 1993 Manchester                     | Spencer Smith     | Nagy-Britannia | 1:51:20 | Michellie Jones   | Ausztrália     | 2:07:41 |
| 1994 Wellington                     | Spencer Smith     | Nagy-Britannia | 1:51:04 | Emma Carney       | Ausztrália     | 2:03:19 |
| 1995 Cancún                         | Simon Lessing     | Nagy-Britannia | 1:48:29 | Karen Smyers      | USA            | 2:04:58 |
| 1996 Cleveland                      | Simon Lessing     | Nagy-Britannia | 1:39:50 | Jackie Gallagher  | Ausztrália     | 1:50:52 |
| 1997 Perth                          | Chris McCormack   | Ausztrália     | 1:48:29 | Emma Carney       | Ausztrália     | 1:59:22 |
| 1998 Lausanne                       | Simon Lessing     | Nagy-Britannia | 1:55:31 | Joanne King       | Ausztrália     | 2:07:25 |
| 1999 Montréal                       | Dmitrij Gaag      | Kazahsztán     | 1:45:25 | Loretta Harrop    | Ausztrália     | 1:55:28 |
| 2000 Perth                          | Olivier Marceau   | Franciaország  | 1:51:41 | Nicole Hackett    | Ausztrália     | 1:54:43 |
| 2000 Sydney                         | Simon Whitfield   | Kanada         | 1:48:24 | Brigitte McMahon  | Svájc          | 2:00:40 |
| 2001 Edmonton                       | Peter Robertston  | Ausztrália     | 1:48:01 | Siri Lindley      | USA            | 1:58:51 |
| 2002 Cancún                         | Ivan Rana         | Spanyolország  | 1:50:41 | Leanda Cave       | Nagy-Britannia | 2:01:31 |
| 2003 Queenstown                     | Peter Robertston  | Ausztrália     | 1:54:13 | Emma Snowsill     | Ausztrália     | 2:06:40 |
| 2004 Funchal                        | Bevan Docherty    | Új-Zéland      | 1:41:04 | Sheila Taormina   | USA            | 1:52:17 |
| 2004 Athén                          | Hamish Carter     | Új-Zéland      | 1:51:07 | Kate Allen        | Ausztria       | 2:04:43 |
| 2005 Gamagori                       | Peter Robertston  | Ausztrália     | 1:49:31 | Emma Snowsill     | Ausztrália     | 1:58:03 |
| 2006 Lausanne                       | Tim Don           | Nagy-Britannia | 1:51:32 | Emma Snowsill     | Ausztrália     | 2:04:03 |
| 2007 Hamburg                        | Daniel Unger      | Németország    | 1:43:18 | Vanessa Fernandes | Portugália     | 1:53:27 |
| 2008 Vancouver                      | Javier Gómez      | Spanyolország  | 1:49:48 | Helen Tucker      | Nagy-Britannia | 2:01:37 |
| 2008 Peking                         | Jan Frodeno       | Németország    | 1:48:53 | Emma Snowsill     | Ausztrália     | 1:58:27 |
| 2009 Gold Coast (a döntő színhelye) | Alistair Brownlee | Nagy-Britannia | 4400    | Emma Moffatt      | Ausztrália     | 4340    |
| 2010 Budapest (a döntő színhelye)   | Javier Gómez      | Spanyolország  | 3789    | Emma Moffatt      | Ausztrália     | 3806    |
| 2011 ?                              |                   |                |         |                   |                |         |
| 2012 London                         |                   |                |         |                   |                |         |
| 2016 Rio de Janeiro                 |                   |                |         |                   |                |         |